# Roland Forthomme
Roland Henry Louis Forthomme (* 3. November 1970 in Lüttich) ist ein professioneller belgischer Karambolagespieler.

## Karriere
Forthomme spielt neben Einband hauptsächlich Dreiband. In dieser Disziplin wurde er zweimal belgischer Meister. Bereits 1992 konnte er sich den Titel des Vizeeuropameisters der Junioren sichern.
Im Juli 2008 gewann er das Finale der prestigeträchtigen Sang Lee International Open gegen Frédéric Caudron und nahm eine Siegprämie von 25.000 US$ mit nach Hause.
Bei der holländischen Ehrendivision, Dezember 2012 in Zundert, im Spiel gegen Eddy Merckx, stellte er den inoffiziellen Weltrekord von 28 Punkten ein, den  Junichi Komori 1993 in Zundert gegen van Kuijk und Raymond Ceulemans 1998 in Waalwijk gegen van Kamp aufgestellt hatten.
Bei den Verhoeven Open 2013 im Carom Café in New York spielte er in der ersten Runde einen neuen persönlichen Rekord im Einzeldurchschnitt (ED) von 6,250 (25 Punkte in 4 Aufnahmen) und ließ den Koreaner Lee Young-gul mit Null Punkten am Tisch zurück.

## Erfolge
- Dreiband-Weltcup (Einzelsiege):  2005/2, 2006/3  2007/4, 2014/3, 2015/5, 2017/7, 2019/2  2006/1, 2007/1, 2007/6
- Belgische Dreiband-Meisterschaft:  2009, 2013  2008, 2016  2001, 2002, 2010, 2014, 2018, 2019
- Sang Lee Open/Verhoeven Open (Dreiband):  2008  2012
- Super Prestige (Dreiband):   2010
- Dreiband-Europameisterschaft:  2025  2008
- Dreiband-Europameisterschaft der Junioren:  1992

Quellen: